# Patrick Hernandez
Patrick Hernandez (Le Blanc-Mesnil, Seine-Saint-Denis, 6 de Abril de 1949) é um cantor francês muito conhecido no fim da década de 1970.

## Biografia
Nascido em Le Blanc-Mesnil, Seine-Saint-Denis, subúrbio de Paris, filho de pai espanhol e mãe austro-italiana, tornou-se famoso com a interpretação da canção "Born to be alive", em 1979, um enorme sucesso em todo o mundo e característico do movimento disco. Uma curiosidade é que em seu tour pelos Estados Unidos uma das dançarinas que o acompanharam era a futura cantora pop estadunidense Madonna.
Ele fez um tour inclusive no Brasil aparecendo nos canais de TV na época, inclusive na TV Globo, no programa "Os Trapalhões", onde, por duas vezes, cantou "Born to be Alive" e "Disco Queen".
Mr. Hernandez fez muito sucesso com suas músicas dançantes até desaparecer na metade dos anos 80, seu último hit foi "Losing sleep over you" que no Brasil foi tema da novela Baila Comigo. Ainda no Brasil, teve uma versão punk-rock gravada pelo Rumbora em 2000, chamada "Veste Uniforme", contando com um clipe em uma escola.
Em 1995, foi publicado um álbum intitulado The best of Patrick Hernandez: born to be alive.